# Dickens (Texas)

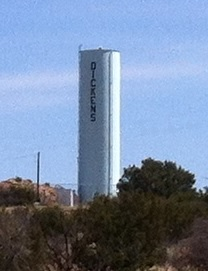
Torre de agua

Dickens es una ciudad ubicada en el condado de Dickens en el estado estadounidense de Texas. En el Censo de 2010 tenía una población de 286 habitantes y una densidad poblacional de 115,27 personas por km².

## Geografía
Dickens se encuentra ubicada en las coordenadas 33°37′17″N 100°50′13″O / 33.62139, -100.83694. Según la Oficina del Censo de los Estados Unidos, Dickens tiene una superficie total de 2.48 km², de la cual 2.48 km² corresponden a tierra firme y (0%) 0 km² es agua.

## Demografía
Según el censo de 2010, había 286 personas residiendo en Dickens. La densidad de población era de 115,27 hab./km². De los 286 habitantes, Dickens estaba compuesto por el 83.92% blancos, el 1.4% eran afroamericanos, el 0.7% eran amerindios, el 4.9% eran asiáticos, el 0% eran isleños del Pacífico, el 6.99% eran de otras razas y el 2.1% pertenecían a dos o más razas. Del total de la población el 16.08% eran hispanos o latinos de cualquier raza.